# Schamchal-Termen
Schamchal-Termen (russisch Шамхал-Термен; kumykisch Шавхал-Тирмен) ist ein Dorf (selo) in der Republik Dagestan in Russland mit 10.260 Einwohnern (Stand 14. Oktober 2010).

## Geographie
Der Ort liegt am Nordostrand des Großen Kaukasus gut 15 km Luftlinie nordwestlich des Zentrums der Republikhauptstadt Machatschkala, 12 km von der Küste des Kaspischen Meeres entfernt am rechten Ufer des Flusses Schuraosen. Durch das Dorf führt der Oktoberrevolutionskanal, der ausgehend vom Sulak bei Kisiljurt der Bewässerung und Wasserversorgung der Städte in der dagestanischen Küstenebene dient und auf diesem Abschnitt bis Machatschkala 1923 fertiggestellt wurde.
Schamchal-Termen gehört zum Stadtkreis Machatschkala und ist der Verwaltung des Rajons Kirowski, eines der drei Verwaltungsbezirke der Stadt, unterstellt. Der Ort ist überwiegend von Awaren und Kumyken bewohnt; relativ hoch ist auch der Anteil von Laken und Darginern.

## Geschichte
Einzelheiten zur Entstehung des Ortes sind nicht bekannt. Er existierte als kumykisches Dorf unter seinem heutigen Namen, kumykisch für Mühle des Schamchal, mindestens gegen Ende des 19. Jahrhunderts.
1970 wurde Schamchal-Termen durch ein Erdbeben der Stärke 6,7 auf der Richterskala am 14. Mai mit einer Vielzahl von bis Ende Juni andauernden Nachbeben fast vollständig zerstört. Der Ort wurde wieder aufgebaut und wuchs beschleunigt in den letzten Jahrzehnten als Wohnvorort der Großstadt Machatschkala.

### Bevölkerungsentwicklung
| Jahr | Einwohner |
| ---- | --------- |
| 2002 | 5.393     |
| 2010 | 10.260    |

Anmerkung: Volkszählungsdaten

## Verkehr
Schamchal-Termen liegt an einer Straße, die die wenige Kilometer südlich vorbeiführende Fernstraße R217 Kawkas (früher M29; auf diesem Abschnitt, bis Machatschkala, zugleich Teil der Europastraße 50) mit der nördlich fast unmittelbar anschließenden Siedlung Schamchal verbindet. Dort befindet sich auch die nächstgelegene Bahnstation an der Strecke Rostow am Don – Machatschkala – Baku.